# Junkers Ju 187
Junkers Ju 187 là một mẫu máy bay được thiết kế nhằm thay thế cho loại Junkers Ju 87 Stuka. Chiếc máy bay này có kết cấu đuôi đặc biệt, có thể quay ngược chúc xuống đất để tăng góc bắn cho xạ thủ.Tuy nhiên khi chiếc Focke-Wulf Fw-190 chứng tỏ được khả năng không thua kém Ju 187 mà lại có tốc độ và độ cơ động tốt hơn thì dự án này đã bị hủy bỏ.

## Tính năng kỹ chiến thuật (Ju 187)
Đặc điểm tổng quát
- Kíp lái: 2
- Chiều dài: 11,80 m (38 ft 8¾ in)
- Sải cánh: 18,06 m (59 ft 3¼ in)
- Chiều cao: 3,90 m (12 ft 9¾ in)
- Động cơ: 1 × Junkers Jumo 213A, 1.324 kW (1.776 hp)

 Hiệu suất bay 
- Vận tốc cực đại: 400 km/h (248 mph)

Trang bị vũ khí

- 2 x pháo MG 151/20 20 mm
- 1 x Súng máy MG 131 13 mm
- 1 x pháo MG 151/15 15 mm
- 1 x quả bom 1.000 kg (2.205 lb)
- 4 x quả bom 50 kg (120 lb)
- 4 x quả bom 250 kg (551 lb)